# فرصتی برای به یاد آوردن
فرصتی برای به یاد آوردن یا پاک‌کنی در ذهن من (به هانگول: 내 머리 속의 지우개؛ به انگلیسی: A Moment to Remember) فیلمی محصول سال ۲۰۰۴ کشور کرهٔ جنوبی با بازی سون یه-جین و جونگ وو-سونگ است.

فیلم برگرفته از سریال تلویزیونی ژاپنی «روح ناب» می‌باشد و به شکل‌گیری رابطهٔ یک زوج و مشکلات ناشی از بیماری آلزایمر زن می‌پردازد.

این فیلم در ۵ نوامبر ۲۰۰۴ منتشر شد و به موفّقیّت تجاری چشم‌گیری دست یافت.